# Berggoffer
De berggoffer (Thomomys talpoides)  is een zoogdier uit de familie van de goffers (Geomyidae). De wetenschappelijke naam van de soort werd voor het eerst geldig gepubliceerd door Richardson in 1828.

## Voorkomen
De soort komt voor in Canada en de Verenigde Staten.